# Xoctonco
Xoctonco är en ort i Mexiko.   Den ligger i kommunen Milpa Alta och delstaten Distrito Federal, i den sydöstra delen av landet, 27 km söder om huvudstaden Mexico City. Xoctonco ligger 2 868 meter över havet och antalet invånare är 329.
Terrängen runt Xoctonco är lite bergig, och sluttar norrut. Runt Xoctonco är det mycket tätbefolkat, med 2 431 invånare per kvadratkilometer. Närmaste större samhälle är Iztapalapa, 19,4 km norr om Xoctonco. I omgivningarna runt Xoctonco växer huvudsakligen savannskog.